# Million Manhoef
Million Manhoef (Beemster, 2 gennaio 2002) è un calciatore olandese, attaccante o ala dello Stoke City.

## Biografia
Di origini surinamesi, è figlio del lottatore di arti marziali miste Melvin Manhoef.

## Caratteristiche tecniche
Veloce e tecnico, Manhoef è un giocatore che fa della duttilità la sua principale peculiarità, nasce tatticamente come ala sinistra venendo arretrato poi come terzino sulla medesima fascia, riesce a svolgere tutti i ruoli sulla sinistra dimostrando però di sapersi ben adattare persino come seconda punta grazie anche a una buona confidenza col gol.

## Carriera

### Club
Cresciuto nel settore giovanile dello Vitesse, debutta in prima squadra il 26 settembre 2020 in occasione dell'incontro di Eredivisie perso 2-1 contro l'Ajax.

### Nazionale
Ha giocato nelle nazionali giovanili olandesi Under-17 ed Under-21.

## Statistiche
Statistiche aggiornate al 5 dicembre 2020.

### Presenze e reti nei club
| Stagione        | Squadra         | Campionato      | Campionato | Campionato | Coppe nazionali | Coppe nazionali | Coppe nazionali | Coppe continentali | Coppe continentali | Coppe continentali | Altre coppe | Altre coppe | Altre coppe | Totale | Totale | Totale |
| Stagione        | Squadra         | Comp            | Pres       | Reti       | Comp            | Pres            | Reti            | Comp               | Pres               | Reti               | Comp        | Pres        | Reti        | Pres   | Reti   |        |
| --------------- | --------------- | --------------- | ---------- | ---------- | --------------- | --------------- | --------------- | ------------------ | ------------------ | ------------------ | ----------- | ----------- | ----------- | ------ | ------ | ------ |
| 2020-2021       | Vitesse         | ED              | 4          | 0          | CO              | 0               | 0               |                    | -                  | -                  |             | -           | -           | 4      | 0      |        |
| Totale carriera | Totale carriera | Totale carriera | 4          | 0          |                 | 0               | 0               |                    | -                  | -                  |             | -           | -           | 4      | 0      |        |